# Фолькет Марсельський
Фо́лькет Марсе́льський (Фольк Марсельський, Фульк Марсельський, Фулькон Марсельський (окс. Folquet de Marselha), (фр. Folquet de Marseille) (бл. 1150 — 25 грудня 1231) — провансальский трубадур.

## Біографія
Син генуезького купця, який оселився в Марселі, Фолькет продовжував сімейну справу. Дозвілля він присвячував написанню пісень, що демонструють віртуозне володіння поетичною формою, але холоднуваті за емоційним наповненням.
З часом він облишив торгівлю й поезію та присвятив себе церкві, ставши спочатку абатом, а в 1205 році єпископом Тулузи. Разом з Гійомом Бауска, Пердігоном та абатом з Сито, ім'я якого невідоме, їздив до Риму, щоб поскаржитися на Раймунда VI Тулузького в зв'язку з убивством 1208 року папського легата. Фолькет залишив по собі сумну пам'ять, став лютим переслідувачем своїх співвітчизників альбігойців, представників єретичного руху Південної Франції. Він був одним з ватажків хрестоносців, до яких приєднався після оголошення Альбігойського хрестового походу. Фолькет причетний до створення інквізиції в Лангедоку і брав безпосередню участь у переслідуванні інакодумців. Був також одним із засновників Тулузького університету.
Фолькет є одним з персонажів «Раю» «Божественної комедії» Данте Аліґ'єрі.

## Цитата
- «Вірш без музики, це як млин без води», Фолькет Марсельський